# Blanche Friderici
Blanche Friderici (* 21. Januar 1878 in Brooklyn, New York City; † 23. Dezember 1933 in Visalia, Kalifornien) war eine US-amerikanische Schauspielerin.

## Leben
Frederici wuchs in Brooklyn auf, wo sie auch um 1900 zunächst als Sprech- und Schauspiellehrerin arbeitete. Hierfür hatte sie zuvor selbst Schauspielstunden genommen, nach eigenen Angaben aber niemals geplant, persönlich auf der Bühne zu sehen. Als eine Sehschwäche jedoch ihre Lehrtätigkeit beeinträchtigte, entschied sie sich für die Schauspielerei. Ihr professionelles Schauspieldebüt hatte sie in dem Stück The Darling of the Gods an der Seite von Theaterstar George Arliss, eine Produktion von David Belasco.
Ihre ersten Auftritte am Broadway hatte die Schauspielerin 1914, inzwischen 36-jährig, im Stück Omar, the Tentmaker. In den folgenden Jahren bis 1927 spielte sie dort in insgesamt neun Stücken, am erfolgreichsten wohl als die Frau eines bigotten Pfarrers in dem populären Drama Rain, welches zwischen September 1924 und März insgesamt 648 Mal aufgeführt wurde. Um die Rolle der Pfarrersfrau Mrs. Davidson in der Verfilmung des Stückes … aber das Fleisch ist schwach erneut zu verkörpern, ging die Charakterdarstellerin im Jahre 1928 nach Hollywood.
In den folgenden fünf Jahren bis zu ihrem Tod trat Friderici in rund 60 Filmen auf, mehrfach verkörperte sie als Nebendarstellerin streng, ernst oder traurig wirkende Frauen mittleren Alters. Einen ihrer bemerkenswertesten Auftritte absolvierte sie im Pre-Code-Film The Office Wife aus dem Jahre 1930, in welchem sie als lesbische Schriftstellerin zu sehen war. In Night Nurse von William A. Wellman verkörperte sie eine Haushälterin, die die zwei Kinder ihrer Herrin in ihrer Furcht nicht vor einem rücksichtslosen Gangster (gespielt von Clark Gable) beschützen kann. Weitere Nebenrollen hatte sie in den Publikumserfolgen In einem anderen Land und Carioca. In Fridericis letztem Film Es geschah in einer Nacht unter der Regie von Frank Capra verkörperte sie die dominierende Ehefrau eines zerstreuten Motelbesitzers; der Film wurde erst nach ihrem Tod veröffentlicht und gewann auf der Oscarverleihung 1935 fünf Oscars.
Zu diesem Zeitpunkt war sie bereits über ein Jahr tot: Am 23. Dezember 1933 erlitt Friderici während einer Reise anlässlich einer Weihnachtsmesse am General Grant Tree einen Herzinfarkt, an dem sie im Alter von 55 Jahren starb. Sie hinterließ ihren Ehemann, den Bühnenmanager Donald Campbell, mit dem sie seit 1925 verheiratet war.

## Filmografie (Auswahl)
- 1920: 39 East
- 1928: … aber das Fleisch ist schwach (Sadie Thompson)
- 1928: Blondinen bevorzugt (Gentlemen Prefer Blondes)
- 1929: Wonder of Women
- 1929: The Awful Truth
- 1929: The Trespasser
- 1930: The Office Wife
- 1930: Du Barry, Woman of Passion
- 1930: Billy the Kid
- 1930: Kismet
- 1931: Night Nurse
- 1931: Friends and Lovers
- 1931: Honor of the Family
- 1931: Mata Hari
- 1932: Der Rächer des Tong (The Hatchet Man)
- 1932: Lady with a Past
- 1932: So Big
- 1932: Schönste, liebe mich (Love Me Tonight)
- 1932: Das Rätsel einer Nacht (The Night Club Lady)
- 1932: Thirteen Women
- 1932: Three on a Match (Tres vidas de mujer)
- 1932: Wenn ich eine Million hätte (If I Had a Million)
- 1932: In einem anderen Land (A Farewell to Arms)
- 1932: Cynara
- 1933: Secrets
- 1933: Liebeslied der Wüste (The Barbarian)
- 1933: Ganovenbraut (Hold Your Man)
- 1933: Mädchenraub in Wildwest (Man of the Forest)
- 1933: Carioca (Flying Down to Rio)
- 1934: Es geschah in einer Nacht (It Happened One Night)